# 大分県立爽風館高等学校
大分県立爽風館高等学校（おおいたけんりつそうふうかんこうとうがっこう）とは、大分県大分市にある通信制課程と定時制課程とを併置した単位制の公立高等学校である。2010年（平成22年）4月11日に開校した。

## 概要
大分県教育委員会による前期高校再編整備計画に基づいて、2010年度（平成22年度）に、定時制の大分県立大分中央高等学校、大分県立別府鶴見丘高等学校定時制と通信制の大分県立碩信高等学校の3校を統合して開校された高等学校である。
通信制課程と3部制の定時制課程とを併置した単位制高校であり、最短で3年で卒業が可能である。また、通信制課程と定時制課程とでは、相互に他の課程の受講が可能である。入学試験は春季と秋季の年2回行われ、秋季入学、秋季卒業が可能である。制服はない。

### 通信制課程
通信制課程では、本校のほか、日田市、中津市、佐伯市の高等学校でスクーリングが実施される。また、平日にもスクーリングが実施される。

### 定時制課程
定時制課程では、午前（I部）、午後（II部）、夜間（III部）の3部制で各2時限（1時限90分）の授業を行う。他部履修（例えばI部（午前）の学生がIII部（夜間）の授業を受けること）ができ、これにより3年での卒業が可能となっている（ひとつの部で受講しただけでは卒業に必要な単位を3年間で履修することはできないが、他の部の授業を受講することで卒業に必要な単位が3年間で取得可能）。

## アクセス
鉄道
- JR九州日豊本線・久大本線・豊肥本線大分駅より徒歩12分
- JR九州久大本線古国府駅より徒歩12分

バス
- 大分バス上野丘1丁目停留所から徒歩3分